# Zhangye
Zhangye, även stavat Changyeh, är en stad på prefekturnivå i provinsen Gansu i nordvästra Kina. Den ligger omkring 480 kilometer nordväst om provinshuvudstaden Lanzhou.
Staffan Skott skriver i boken ”Aldrig mer!” om regeringstjänstemannen Wang Feng som 1961 sändes ut för att ta reda på hur svälten 1959-1961 drabbat området. I Zhangyeområdet dog 300 000 människor, varav 40 000 i staden Zhangye. 

## Administrativ indelning
Prefekturen Zhangye omfattar ett område som är något mindre än Schweiz och nästan 90 procent av dess yta är landsbygd. Orten indelas i ett stadsdistrikt som inkluderar själva stadskärnan. Den omgivande landsbygden är indelad i fyra härad och ett autonomt härad:
| Karta          | Karta                    | Karta            | Karta                  | Karta             | Karta     | Karta                         |
| -------------- | ------------------------ | ---------------- | ---------------------- | ----------------- | --------- | ----------------------------- |
|                |                          |                  |                        |                   |           |                               |
| Nr             | Namn                     | Kinesiska        | Pinyin                 | Befolkning (2020) | Yta (km²) | Befolknings- täthet (inv/km²) |
| Stadsdistrikt  |                          |                  |                        |                   |           |                               |
| 1              | Ganzhou                  | 甘州区           | Gānzhōu qū             | 519 096           | 4 240     | 122                           |
| Härad          |                          |                  |                        |                   |           |                               |
| 2              | Minle                    | 民乐县           | Mínlè xiàn             | 192 476           | 3 687     | 52                            |
| 3              | Linze                    | 临泽县           | Línzé xiàn             | 115 946           | 2 777     | 42                            |
| 4              | Gaotai                   | 高台县           | Gāotái xiàn            | 125 705           | 4 312     | 29                            |
| 5              | Shandan                  | 山丹县           | Shāndān xiàn           | 150 031           | 5 402     | 28                            |
| Autonoma härad |                          |                  |                        |                   |           |                               |
| 6              | Sunan (för yugur-folket) | 肃南裕固族自治县 | Sùnán yùgùzú zìzhìxiàn | 27 762            | 20 456    | 1,4                           |

## Klimat
Genomsnittlig årsnederbörd är 253 millimeter. Den regnigaste månaden är juli, med i genomsnitt 76 mm nederbörd, och den torraste är januari, med 2 mm nederbörd.